# Торелль, Хильдегард
Хильдегард Торелль (швед. Hildegard Thorell, полное имя Hildegard Katarina Thorell, урождённая Бергендаль; 1850—1930) — шведская художница-портретист и иллюстратор.

## Биография
Родилась 22 мая 1850 года в приходе Кроппа в семье владельцев мельницы Августа Филипа Бергендаля и его жены Хильдегард Веннерлунд.
В Шведской академии изящных искусств в Стокгольме Хильдегард училась у Юхана Боклунда и Георга Розена в 1876—1879 годах, где она была единственной замужней студенткой. По окончании академии она продолжила обучение у Берты Вегманн в Копенгагене, у Дж. Маршалла в Дрездене и в течение нескольких лет в Париже — у Леона Бонна, Жана-Леона Жерома и Жюля Бастьена-Лепажа.
Художница Она совершила также несколько учебных поездок в Италию и Нидерланды, где летом 1908 года осталась писать в Волендаме. Она экспонировалась на Парижском салоне в 1880 году с портретом, который позже был выставлен в Швеции и куплен Гётеборгским художественным музеем. Вернувшись из Парижа, Хильдегард поселилась в Стокгольме; здесь написала много портретов известных людей города.
В 1890-х — начале 1900-х годов она написала несколько портретов, в том числе Гуннара Веннерберга, Исака Класона и Карла Лундквиста. Она стала Agré Королевской академии изящных искусств в 1883 году, а также была членом Ассоциации художников Швеции в 1886—1891 годах и участвовала в выставках ассоциации. Хильдегард Торелль дружила с художницей Оттилией Адельборг ещё со времён учёбы в Академии художеств; вместе с ней совершила поездку в Даларну в 1902 году, которая оставила у них глубокие впечатления.
Хильдегард Торелль провела персональную выставку в Академии художеств в 1917 году, там же в 1932 году была проведена её мемориальная выставка. Художница участвовала в выставке Opponenternas utställning в Стокгольме в 1883 году, на Выставке северных искусств в Копенгагене, на Всемирной выставке 1889 года в Париже, на Балтийской выставке 1914 года в Мальмё, а также экспонировалась на многих международных выставках, в том числе в Мюнхене, Барселоне, Берлине и Любеке.
В творчестве художницы, кроме портретов, этюды, жанровые картины и натюрморты. Её работы находятся в Национальном музее Швеции в Стокгольме, в Гётеборгском художественном музее, Музее Мальмё, Художественном музее Норрчёпинга, Музее северных стран и многих других.
С 1872 года была замужем за аудитором и заместителем главы округа — Райнхольдом Тореллем, который умер в 1914 году.
Умерла 2 февраля 1930 года в Стокгольме. Была похоронена на кладбище Solna kyrkogård.